# Nemanja Scsekics
Nemanja Scsekics (Berane, 1991. december 17. –) montenegrói állampolgár, kapus.

## Pályafutása

### Klubcsapat
Pályafutását az FK Čukarički szerb csapatban kezdte, majd 2011 nyarán távozott a csapatból és haza igazolt a montenegrói elsőosztályú bajnok, Budva Morgen csapatába. Tizennyolc mérkőzése mellett védett a csapata Bajnokok Ligája selejtezőjén is egy mérkőzésen. Itt egy szezont töltött és nem hosszabbította meg a szerződését, így szabadon igazolhatóvá vált. 2012 nyarán az NB2-es Békéscsaba 1912 Előre csapatába szerződött. 24 bajnokin védett a másodosztályban, majd szívproblémája miatt hazaköltözött gyógykezelésre, szerződése azonban lejárt időközben a viharsarki klubnál, amit nem hosszabbítottak meg. 2015-től két évig Szerbiában védett, majd 2017 januárjában a bolgár FC Montana csapatához szerződött.

### Válogatott
2010-ben pályára lépett az U21-es Európa-bajnokság selejtezőin.

### Mérkőzései az utánpótlás válogatottban
| Dátum           | Helyszín                                            | Ellenfél         | Eredmény | Kiírás              | Esemény |
| --------------- | --------------------------------------------------- | ---------------- | -------- | ------------------- | ------- |
| 2011. június 3. | Estadi Comunal d’Andorra la Vella, Andorra la Vella | Andorra U21      | 0-5 (GY) | U21-es Eb-selejtező |         |
| 2011. június 7. | Hanrapetakan Stadion, Jereván                       | Örményország U21 | 4-1 (V)  | U21-es Eb-selejtező |         |